# Powerless (Say What You Want)
Powerless (Say What You Want) je singl Nelly Furtado z jejího druhého řadového alba Folklore, které vyšlo v roce 2003.
Singl produkovala dvojice Track & Field a obdržel vesměs velice kladné recenze.
Furtado o písni Powerless řekla: „Viděla jsem hodně vystoupení, která byla různě orientována a najednou nastal zlom. Všechno do sebe začalo zapadat ten zvuk a ty beaty. To byla inspirace. Text je našem stereotypním životě, který žijeme v naší společnosti, ale jsou tam i pocity z našeho komplikovaného světa.“
Píseň byla vybrána jako první singl z alba a vyšla v na konci roku 2003. Ačkoli singl byl v amerických tanečních hitparádách hitem do Billboard Hot 100 se neprobojoval. Videoklip později obdržel na Canadian MuchMusic Awards cenu za nejlepší videoklip.

## Umístění ve světě
| Hitparáda (2003, 2004) | Umístění |
| ---------------------- | -------- |
| Argentina              | 1        |
| Nizozemsko             | 5        |
| Kanada                 | 6        |
| Rakousko               | 7        |
| Německo                | 8        |
| Chile                  | 8        |
| Portugalsko            | 8        |
| Světová                | 9        |
| Japonsko               | 12       |
| Velká Británie         | 13       |
| Nový Zéland            | 16       |
| Švýcarsko              | 16       |
| Filipíny               | 18       |
| Mexiko                 | 18       |
| Lotyšsko               | 27       |
| Irsko                  | 36       |
| Austrálie              | 37       |
| Švédsko                | 37       |

## Úryvek textu
Cuz this life is too short to live it just for you
But when you feel so powerless what are you gonna do
So say what you want
I saw her face outside today
Weatherworn, looking all the rage
They took her passion and her gaze and made a poster
Now it’s moccasins we sport
We take the culture and contort
Perhaps only to distort what we are hiding